# Cryphia rosinans
Cryphia rosinans là một loài bướm đêm trong họ Noctuidae.